# ستار تريك

ستار تريك

ستار تريك (بالإنجليزية: Star Trek)‏ أحد أهم ظواهر الخيال العلمي في التلفاز الأمريكي ويمتد على ستة سلاسل من الحلقات التلفازية، وأيضا أحد عشر فيلما مميزا، ومئات من الروايات وألعاب الفيديو والألعاب الحاسوبية. جميع هذه القصص والمسلسلات والأفلام تحدث في نفس الكون الخيالي الذي خلقه (ألفه) جين رودينبيري. في 8 سبتمبر 2006، بلغت ظاهرة ستار تريك 40 عاما منذ بدء البث التلفازي لحلقات ستار تريك.

## مسلسلات ستار تريك
- مسلسل ستار تريك (الأصلي)، وهو أول مسلسل في سلاسل ستار تريك وعبارة عن 3 اجزاء بدا عرضه عام 1966 إلى عام 1969، وتدور أحداثه حول كابتن كيرك وطاقم سفينة انتربرايز في استكشافهم للفضاء.
- مسلسل ستار تريك (الجيل التالي)، وهو مسلسل من 7 اجزاء بدا عرضه من عام 1987 إلى عام 1994، وتدور أحداث المسلسل حول سفينة فضاء بقيادة كابتن جو لوك وطاقمه لأستكشاف الفضاء والكواكب ومن خلال المسلسل تحدث صراعات مع البروج والروميلان وغيرهم وقد امتد المسلسل إلى 4 افلام سينمائية أخرى.
- سلسلة ستار تريك انتربرايز، وهو مسلسل من 4 أجزاء بدأ عرضه من عام 2001 إلى عام 2005، وتدور أحداثه حول سفينة تدعى انتربرايز تستكشف الفضاء، وفي كل حلقة تبعا لكل سلسلة تتعرف على حضارات أخرى مثل الأندوريون والكلينون وعلى متنها فريق عمل كامل عناصره الربان جون ارتشر، وهو ربان السفينة والقائدة ديبول الضابطة العلمية وهي من الفولكن الذين ليسوا ببشر ولكنهم يشبهون البشر، والقائد تريد تاكر وهو قائد المهندسين والملازم ريد مالكون وهو ضابط حربي والملاحة هو شي وهي المسؤولة عن الاتصالات والملاح ترافيث وهو المسؤول عن القيادة والطبيب فلوكس وهو طبيب السفينة من كوكب بدنوبيلان.

## أفلام ستار تريك
- ستار تريك (فيلم).
- ستار تريك: (أول اتصال).
- ستار تريك 2009.
- ستار تريك: إلى الظلام.
- ستار تريك: بيوند 2016.

## وصلات خارجية
- الموقع الرسمي
- ستار تريك على موقع روتن توميتوز (الإنجليزية)
- ستار تريك على موقع ميوزك برينز (الإنجليزية)
- Star Trek على مشروع الدليل المفتوح